# Experiment in Terror
Experiment in Terror (Brasil:  Escravas do Medo ) é um filme americano, do gênero policial lançado em 1962, dirigido por Blake Edwards e escrito por Mildred Gordon e Gordon Gordon baseado no livro Operation Terror. É estrelado por Glenn Ford, Lee Remick, Stefanie Powers e Ross Martin.

## Sinopse
Policial tenta socorrer uma bela bancária e sua irmã, refém de um psicótico asmático.

## Elenco
- Glenn Ford — John "Rip" Ripley
- Lee Remick — Kelly Sherwood
- Stefanie Powers — Toby Sherwood
- Ross Martin — Garland Humphrey "Red" Lynch
- Roy Poole — Brad
- Ned Glass — Popcorn
- Anita Loo — Lisa Soong
- Patricia Huston — Nancy Ashton
- Gilbert Green — Agente especial
- Clifton James — Capt. Moreno
- Al Avalon — Homem que pega Kelly
- William Bryant — Chuck
- Dick Crockett — Agente do FBI #1
- James Lanphier — Landlord
- Warren Hsieh — Joey Soong
- Sidney Miller — Drunk
- Clarence Lung — Procurador Yung
- Frederic Downs — Welk
- Sherry O'Neil — Edna
- Mari Lynn — Penny
- Harvey Evans — Dave
- William Sharon — Raymond Burkhardt